# Hod Hill

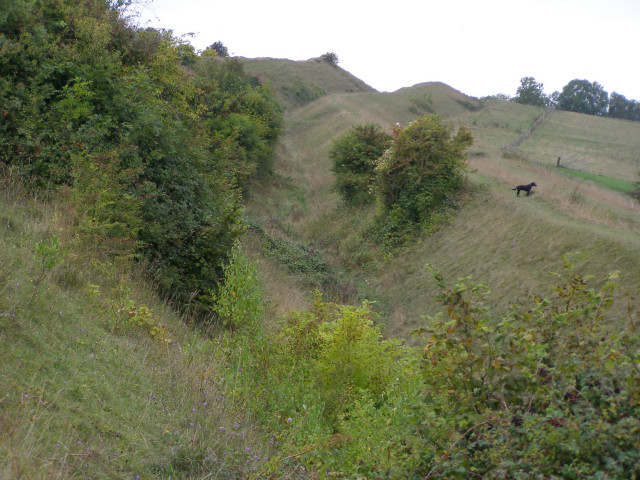
Una vista del lado norte de Hod Hill con la muralla interior a la izquierda, la zanja en el medio y la muralla exterior a la derecha.

Hod Hill (o Hodd Hill) es un castro de gran tamaño ubicado en Blackmore Vale, unos 5 km al noroeste de Blandford Forum, en el condado de Dorset (Inglaterra). La cima de la colina sobre la que se erige se encuentra a una altitud de 143 m, con una prominencia de alrededor de 68 m; la misma se halla aislada de las formaciones de Dorset Downs y Cranborne Chase. El cercano castro de Hambledon Hill se sitúa al norte.
El fuerte es aproximadamente rectangular (600 m por 400 m) y comprende una superficie de 22 hectáreas. Existe una empinada inclinación hacia el oeste, donde se emplaza el río Stour. Los otros lados tienen una muralla artificial y una zanja defensiva, con una segunda muralla adicional en el norte. La entrada principal está enclavada en la esquina sureste, existiendo además otras en las del suroeste y noreste.

## Historia
La colina fue fortificada por una tribu celta denominada durotriges, en la edad de hierro. Los análisis con carbono-14 sugieren que la muralla principal data de alrededor del año 500 a. C., y existe una gran evidencia en relación con el asentamiento humano dentro del castro.
El fuerte fue capturado en el año 43 por la Segunda Legión romana, liderada por Vespasiano, quien ya había tomado el Castillo Maiden y otros castros en el sur. Once cerrojos de hierro de ballistas fueron encontrados en el interior de Hod Hill, pero no existe otro signo de lucha, lo que sugiere que los durotriges se rindieron a la superior armada romana.
Los romanos construyeron una castra de 200 m² en la esquina noroeste del fuerte original, ocupado por una fuerza mixta de 720 legionarios y auxiliares. Hod Hill fue utilizado como una base durante cinco o seis años, pero cayó en desuso para alrededor del año 50, cuando las tropas fueron retiradas de allí para las campañas en contra de Caratacus en Gales y los hombres restantes fueron trasladados a un nuevo fuerte más al oeste, Waddon Hill.
El lugar fue excavado en la década de 1950 por Ian Richmond y su reporte final se publicó en 1969. En la actualidad, la colina constituye un importante hábitat para las prados calcáreos.